# Condròcit
Els condròcits (del grec chondros = 'cartílag', i kytos = 'cos'), són cèl·lules que es formen a partir de condroblasts i formen part del teixit cartilaginós. Específicament és un osteoblast immers en la seva llacuna. Es troben en el cartílag, produeixen i mantenen la matriu extracel·lular cartilaginosa, la qual consisteix principalment de col·lagen, proteoglicans i glucoproteïnes. És la cèl·lula típica del teixit cartilaginós. El buit en el qual es troba el condròcit es denomina matriu. El condròcit es pot dividir i donar grups de 5 o 6 condròcits en cada llacuna. Als condròcits d'una mateixa llacuna se'ls anomena grup isogènic o grup isògen.

## Desenvolupament
El llinatge condrocític, de menys a terminalment diferenciat, és:
1. Unitat formadora de colònies-fibroblast
2. Cèl·lula mare mesenquimàtica / cèl·lula estromal de medul·la
3. Condròcit
4. Condròcit hipertròfic

Les cèl·lules mare mesenquimàtiques (d'origen mesoderm) no són diferenciades, és a dir, poden diferenciar-se en una varietat de cèl·lules generatives comunament conegudes com a cèl·lules osteocondrògenes (o osteogèniques, condrògenes, osteoprogenitores, etc.). Quan es refereix al cartílag ossi o, en aquest cas, les cèl·lules mare mesenquimàtiques originalment no diferenciades perden la seva pluripotència, proliferen i s'amunteguen en un dens agregat de cèl·lules condrogèniques (cartílag) al lloc de la condrificació. Aquestes cèl·lules condrogèniques es diferencien en els anomenats condroblasts, que sintetitzen la matriu extracel·lular del cartílag (ECM), formada per una substància terrestre (proteoglicanos, glicosaminoglicanos per a un potencial osmòtic baix) i fibres. El condroblast és ara un condròcit madur que sol estar inactiu però que encara pot segregar i degradar la matriu, segons les condicions.
S'ha demostrat que BMP4 i FGF2 experimentalment augmenten la diferenciació de condròcits.
Els estudis de cultiu cel·lular de l'excés de vitamina A inhibeixen la síntesi de condroitina sulfat per condròcits i provoca la inhibició de la condrogenesi a l'embrió en desenvolupament que pot provocar malformacions de les extremitats.
Els condròcits experimenten una diferenciació terminal quan esdevenen hipertròfics, cosa que ocorre durant l'ossificació endocondral. Aquesta última etapa es caracteritza per canvis fenotípics importants a la cèl·lula.

## Estructura
El condròcit de la matriu del cartílag té una estructura arrodonida o poligonal. L'excepció es produeix als límits dels teixits, per exemple, a les superfícies articulars de les articulacions, en les quals els condròcits poden ser aplanats o discoïdals. Les característiques intracel·lulars són característiques d'una cèl·lula sintèticament activa. La densitat cel·lular del cartílag de còndil femoral, humà, adult, de gruix complet es manté a 14,5 (± 3,0) × 103 cèl·lules / mm2 des dels 20 als 30 anys. Tot i que la senescència condròcita es produeix amb l'envelliment, no es veuen figures mitòtiques en el cartílag articular normal de l'adult.
L'estructura, la densitat i l'activitat sintètica d'un condròcit adult són diverses segons la seva posició. Les cèl·lules aplanades s'orienten paral·lelament a la superfície, juntament amb les fibres de col·lagen, a la zona superficial, la regió de major densitat cel·lular. A la zona mitjana, els condròcits són més grans i més arrodonits i presenten una distribució aleatòria, en la qual les fibres de col·lagen també estan disposades de manera més aleatòria. A les zones més profundes, els condròcits formen columnes orientades perpendicularment a la superfície del cartílag, juntament amb les fibres de col·lagen. Els condròcits poden presentar diferents comportaments en funció de la seva posició dins de les diferents capes. En els cultius condrocitaris primaris, aquestes diferències zonals en propietats sintètiques poden persistir. Els cilis primaris són significatius per a l'orientació espacial de les cèl·lules en la placa de creixement en desenvolupament i són orgànuls sensorials en els condròcits. Els cilis primaris funcionen com a centres de senyalització de tipus WNT i senyalització hedgehog, els quals contenen receptors mecanosensibles.

## Galeria

Condròcits en el cartílag hialí
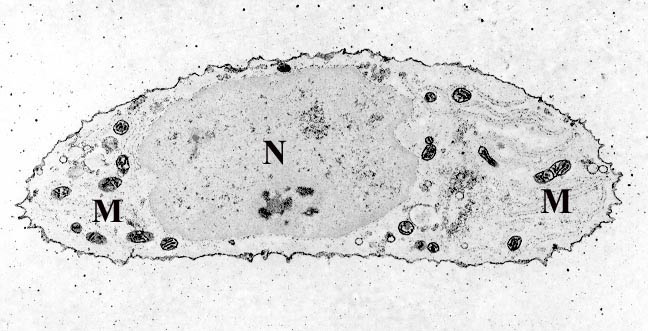
Imatge mitjançant microscopi electrònic de transmissió d'un condròcit, amb tinció pel calci mostra el nucli de la cèl·lula (N) i les mitocòndries (M).